# Електрозварювання м'яких тканин
Електрозва́рювання м'яки́х ткани́н — спосіб з'єднання м'яких тканин при хірургічному втручанні за допомогою високочастотного електроструму. Винайдений в Україні[джерело?].
Метод використовується у понад 80 клініках України, проведено понад 80 тисяч операцій.
За винайдення методу колектив авторів було відзначено Державною премією України в галузі науки і техніки (2004).

## Винайдення та застосування
Спосіб електрозварювання м'яких тканин було запропоновано Інститутом електрозварювання ім. Є. О. Патона НАН України. Ідея розробки належить академіку Борису Патону, під керівництвом якого працює колектив фахівців інженерного і медичного профілю. З його ініціативи у 1993 році працівники Інституту електрозварювання спільно з хірургами Інституту клінічної й експериментальної хірургії (тепер — Інститут хірургії та трансплантології) й лікарні «Охматдит» провели експерименти, які підтвердили принципову можливість отримання зварного з'єднання різноманітних м'яких тканин тварин способом біполярної коагуляції. Розпочалися дослідження цієї технології в експериментальному відділі Інституту хірургії та трансплантології у 1992 році.
Надалі проект «Зварювання м'яких живих тканин» став одним з двох пріоритетних напрямів діяльності Міжнародної асоціації «Зварювання» (МАЗ) заснованої у 1991 при Інституті електрозварювання. У 1996 році, відповідно до програми МАЗ, організовано міжнародний колектив за участю українських фахівців та американської фінансової компанії Consortium Service Management Group, Inc (CSMG).
У 1997 році українські фахівці вперше продемонстрували хірургічні операції із застосуванням електрозварювання м'яких тканин на тваринах у США. У 1998 році у Києві у шпиталі Військово-медичного управління СБУ розпочато експерименти зі зварювання тканин людини з використанням зварювально-медичного обладнання, розробленого і виготовленого в Інституті електрозварювання.
Сукупність експериментів на контрольній групі тварин (свинях), а також на вилучених та вилучуваних органах людини із застосування зварювальної технології в загальній хірургії, що показали відтворюваність отримання позитивних результатів, слугувала підставою для видання Міністерством охорони здоров'я України свідоцтва про державну реєстрацію застосування зварювального обладнання в медичній практиці на 2001–2004, 2005–2010 та 2011–2015 роки (№ 9613/2010). Це дозволило провести освоєння способів зварювання м'яких тканин у понад 80 клініках України та Росії для застосування в різних галузях загальної та малоінвазивної хірургії, а також розробити понад 130 методик оперативного втручання. На сьогодні за цією технологією було проведено понад 80 тисяч операцій на різних органах людини. Технологія дозволена до клінічного використання в Україні, Сполучених Штатах, Росії та Білорусі.
У 2004 році колективу авторів проекту на чолі з академіком Борисом Патоном було присуджено Державну премію України в галузі науки і техніки.

### Приклади операцій на людині
З використанням електрозварювальної технології в клінічних умовах можуть бути проведені наступні операції:
- здійснення пластики маткових труб;
- отримання міцного з'єднання з досконалою герметичністю при закритті просвітку у сечоводі;
- накладання шву на шлунок без загрози потрапляння його вмісту у середину;
- герметичне зварювання кишки;
- відновлення неперервності слизової носової перегородки;
- видалення гландів;
- кардіохірургічні втручання (НІССХ Амосова)[джерело?]
- косметичні операції на молочних залозах, нутровині, нижніх і верхніх кінцівках;
- тощо.

## Принципи дії
Схематично процес зварювання м'яких тканин складається з:
- з'єднувані шари тканини дотикають одне одного поверхневими шарами;
- далі хірург стискає зварювану ділянку тканини електродами зварювального інструменту та включає джерело струму;
- після виконання програми керування процесом зварювання та вимкнення енергії, захоплена тканина звільнюється, а процес повторюється до повного закриття рани.[6]

Утворення зварювального з'єднання базується на ефекті електротермічної денатурації білкових молекул. При впливі електроструму невисокої напруги частково руйнуються клітинні мембрани, внаслідок чого виділяється білкова рідина. За рахунок коагуляції (згортання) білка тканини злипаються — «зварюються». Через певний час морфологічна структура тканини відновлюється, тож рубця в звичному розумінні цього слова на прооперованому органі не залишається.
Щоб відновлення втрученого органу проходило швидко і не несло ускладнень, теплове вкладення має бути мінімальним, але достатнім для утворення з'єднання. У зв'язку з цим вимоги до керування процесом зварювання значно підвищуються. Для спрощення завдання хірурга у керуванні процесом зварювання створено систему автоматичного управління. Температура в зоні зварювання — 60-70 °C.
В результаті проведених експериментів було відібрано методи застосування зварювальної технології у операціях на свинях:
- з'єднання за допомогою біполярного зварювального пінцету поздовжніх розрізів ділянки товстої кишки точковим зварним швом з досягненням повної герметичності;
- формування циркулярного анастомозу товстої кишки (повна герметичність зварного шва підтверджена післяопераційним розтином за три місяці по експерименту);
- герметичне зварне з'єднання поздовжнього розрізу жовчного міхура — сформовано точковий зварний шов довжиною 6-7 мм.

Клінічно цей спосіб знайшов застосування, як у хірургічній ендоскопії, так і в лапароскопії. Цей спосіб зварювання вже застосовується в операціях у загальній хірургії, гінекології, пульмонології, нейрохірургії, отоларингології.

## Обладнання
Для використання електричного зварювання м'яких живих тканин Міжнародна асоціація «Зварювання» розповсюджує спеціальний апарат ЕК-300М1, що станом на березень 2012 коштував 41 500 грн. У травні 2015 року отримав сертифікат про державну реєстрацію [Архівовано 25 квітня 2018 у Wayback Machine.] новий апарат з гнучкою системою оперативної підстройки ЕКВЗ-300 "ПАТОНМЕД", що розроблений і виробляється інститутом електрозварювання ім. Є.О.Патона.

## Порівняння з іншими хірургічними методами
Порівняно з традиційними методами хірургії використання електрозварювання дозволяє скоротити час операції (у деяких випадках — до 60 хв) та втрати крові (на 200–300 мл). Шви від зварювання легше загоюються, і в сукупності це все призводить до зменшення витрат на лікувальні препарати, зокрема на наркотичні засоби.

### Порівняно з шовним методом
На відміну від традиційної хірургії, метод зварювання не потребує шовного матеріалу, скоб, кліпсів та зшивальних апаратів, оскільки з'єднання відбувається завдяки «рідному» матеріалові зварюваного органу за допомогою спеціального обладнання. Місця швів при використанні методу електрозварювання легко загоюються, про що свідчить складність їх віднайдення під час розтину за місяць після операції. За словами Юрія Фурманова, місячні рубці на прооперованій кишці є «дуже тонкими» і «елегантними, практично непомітними». У багатьох випадках це має ключове значення, оскільки причиною багатьох невдач при традиційних операціях є викликаний рубцюванням швів стеноз — звуження отвору трубчастих органів.
Відсутність зшивального матеріалу у місці операції в свою чергу позбавляє можливості виникнення запального процесу та загрози виникнення інфекцій. При застосуванні зварювальної технології, за свідченням хірургів, не зафіксовано жодного випадку післяопераційних ускладнень; досягається повна герметизація з'єднання у місці зварного шва і забезпечується асептичність. Водночас метод зварювання дозволяє економити на шовних матеріалах.
Велику перевагу електрозварювання дає у лапатоскопії, оскільки у цьому випадку накласти шви набагато складніше, ніж у відкритій хірургії.

### Порівняно з процесом коагуляції
Інший широко поширений метод високочастотної електрохірургії — процес коагуляції — викликає опік та омертвіння тканини у місці нагрівання, у той час як електрозварювання завдає значно менше травмування тканин і відсутність опіків. Це підтверджено морфологічними дослідженнями, а також відсутністю в процесі зварювання виділення диму і неприємного запаху. Це позитивно позначається як на здоров'ї пацієнта, так і хірурга, особливо у роботі з інфікованими. Значно менше травмування також сприяє швидшому та легшому загоюванню тканин прооперованого органу, відновленню його морфологічної структури і функцій.
Процес коагуляції використовується також насамперед для розтинів та зупинки кровотечі, натомість електрозварюванням досягається з'єднання шарів тканини та утворення швів, які легко загоюються.

### Порівняно з ультразвуковою хірургією
У деяких випадках (наприклад, при операціях на печінці) електрозварювання дозволяє замінити дорогі та складніші у користуванні ультразвукові скальпелі.

## Перспективи використання
Завдяки міжнародному проекту «Зварювання м'яких живих тканин» і фінансовій допомозі зарубіжних партнерів електрозварювання тканин сьогодні вже буденно застосовують у деяких сучасних клініках України[джерело?]. Водночас технологія досі має широкі перспективи на розвиток застосування у гінекології, урології, торакальній хірургії, офтальмології, онкології тощо. У перспективі технологія може знайти застосування у космосі, на морських суднах, підводних човнах тощо.
У той час як американські партнери проекту «Зварювання м'яких живих тканин» вже запатентували зварювальне обладнання у 40 країнах світу, зарубіжні фахівці уважно спостерігають за клінічним освоєнням методу в Україні. Таким чином у майбутньому можливе широке міжнародне впровадження української технології.
Планується сертифікувати та виробляти апарати для зварювання живих тканини у Китаї. Цим напрямком, зокрема, займається Китайсько-український інститут зварювання ім. Є. О. Патона, створений у 2011 році.